# Стрелково (городской округ Подольск)
Стрелково — деревня в Подольском районе Московской области России. Входит в состав сельского поселения Стрелковское (до середины 2000-х — Стрелковский сельский округ).

## Население
Согласно Всероссийской переписи, в 2002 году в деревне проживало 85 человек (38 мужчин и 47 женщин). По данным на 2005 год в деревне проживало 60 человек.

## Расположение
Деревня Стрелково расположена на правом берегу реки Пахры примерно в 5 км к северо-востоку от центра города Подольска. У восточной границы деревни проходит Симферопольское шоссе. Ближайшие населённые пункты — деревни Жданово, Ивлево и посёлок Стрелковской фабрики.

## Достопримечательности

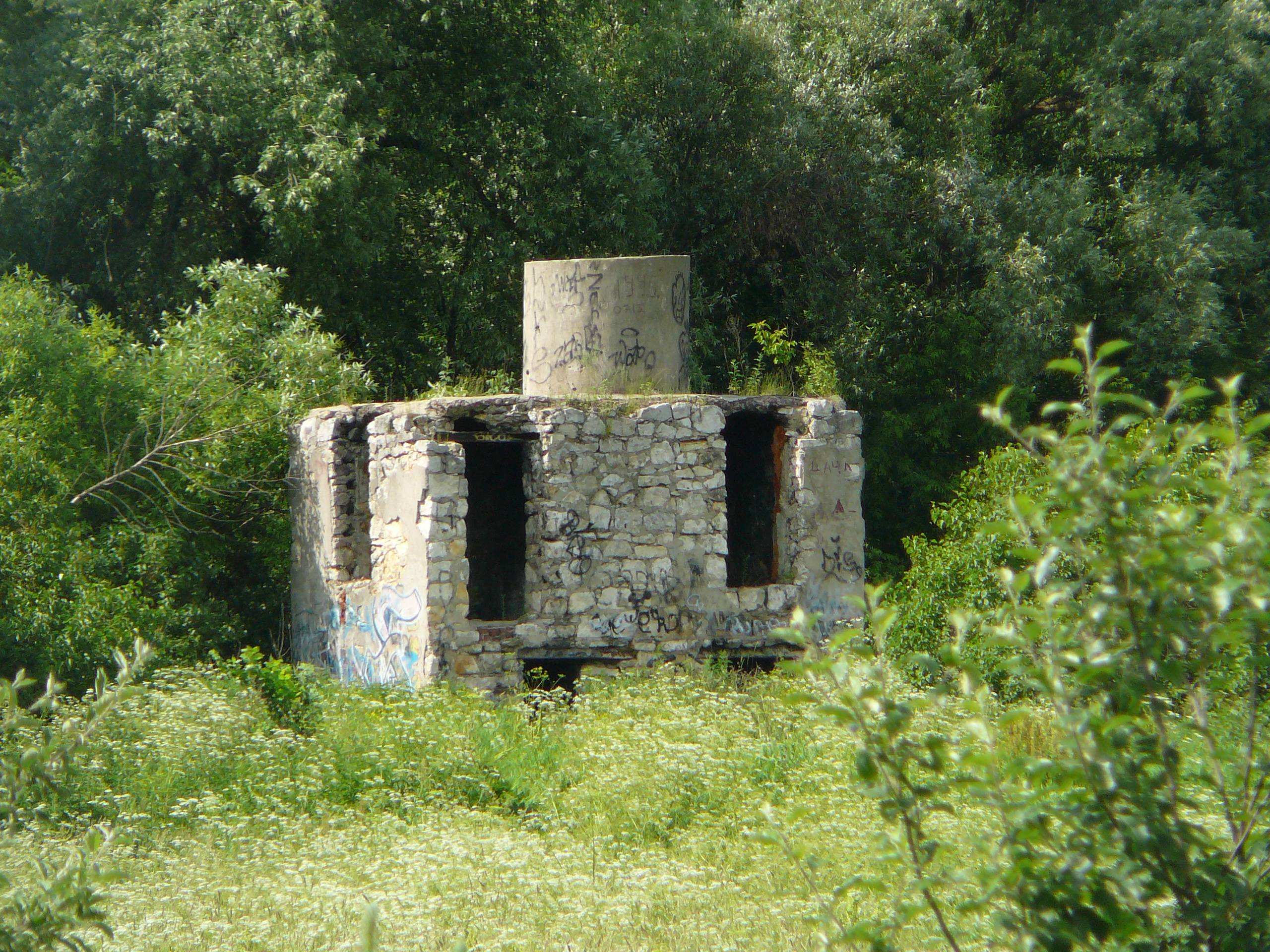
Артефакты селища

- В деревне Стрелково расположена церковь Николая Чудотворца, построенная в 1702—1705 годах на средства А. М. Апраксина. Церковь в стиле московское барокко относится к распространённому типу восьмерик на четверике. Церковь была закрыта в 1930 году. В 1953 году была разрушена колокольня. Церковь Николая Чудотворца имеет статус памятника архитектуры федерального значения[3].

- У южной окраины деревни на правом берегу реки Пахры расположено селище «Стрелково-I». Селище имеет статус памятника археологии[4].